# Seepiophila jonesi
Seepiophila jonesi är en ringmaskart som beskrevs av Gardiner, McMullin och Fisher 200. Seepiophila jonesi ingår i släktet Seepiophila och familjen skäggmaskar. Inga underarter finns listade i Catalogue of Life.